# Dorfkirche Mehna

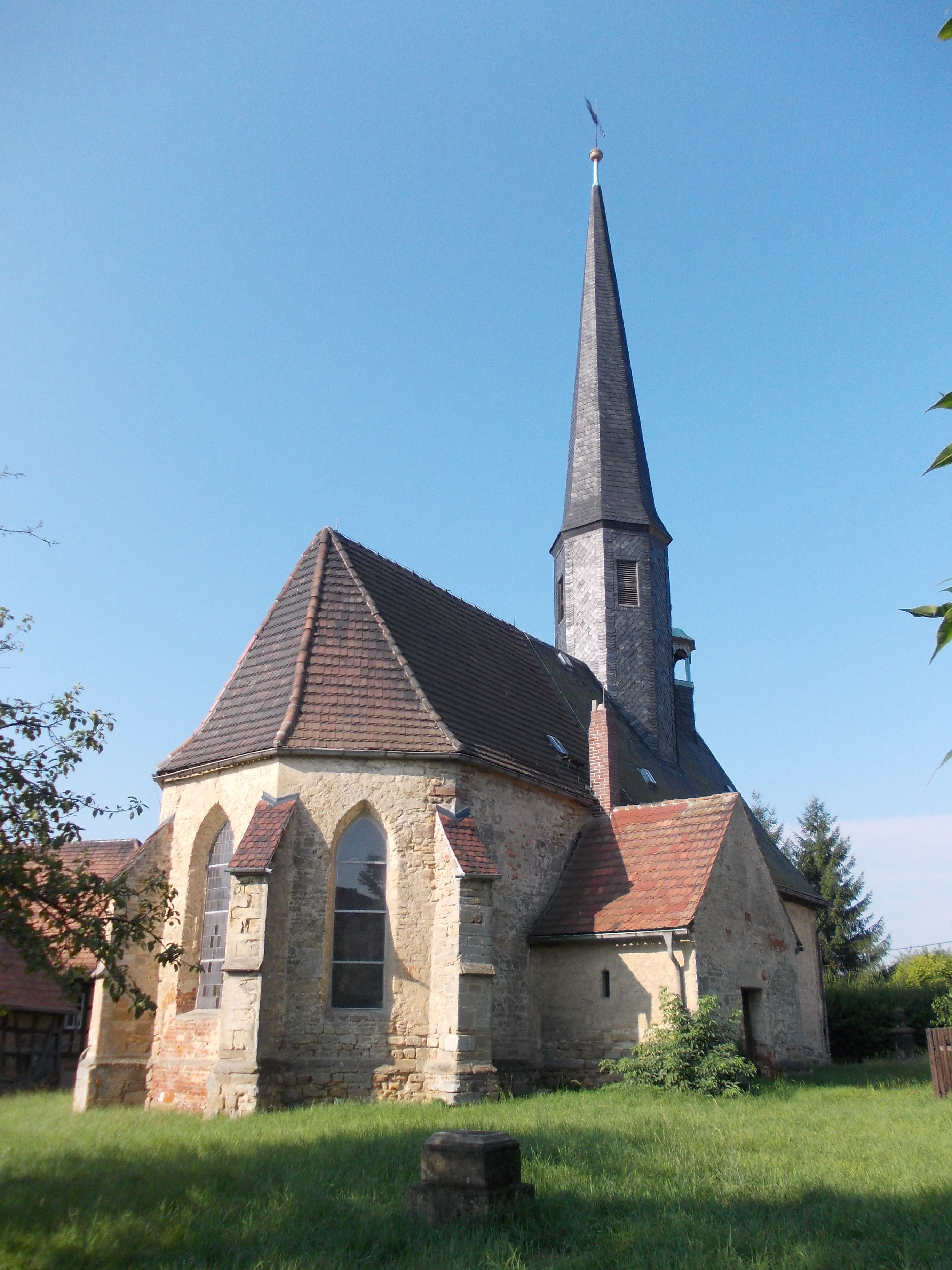
Die Kirche

Die evangelisch-lutherische Dorfkirche Mehna steht in der Gemeinde Mehna im Landkreis Altenburger Land in Thüringen.

## Geschichte
Nach den ältesten Bauteilen beurteilt, steht die Dorfkirche über 800 Jahre im Ort. Man fand bei Renovierungsarbeiten im Jahr 1969 Zeugnisse der Geschichte, zum Beispiel am alten Südportal das Schachbrettmuster sowie ein kleines romanisches Fenster an der Nordseite und im Haus ein Weihekreuz am Triumphbogen zwischen Schiff und Chorraum.
Im Jahr 1484 wurde an die bestehende Kirche der gotische Altarraum mit Sterngewölbe angebaut. Der Kirchturm ist 36 Meter hoch und wurde 1967 repariert.
Im Jahre 1739 wurde die Dorfkirche vollkommen umgebaut. Diese Jahreszahl findet sich eingemeißelt über dem Eingangsportal. In dieser Zeit sind auch die romanischen Fenster zugemauert worden. Außerdem brachte man die Empore im Kirchenschiff an. Kanzelaltar und Orgel wurden eingebaut.
Alle diese Einbauten wurden bei der Renovierung 1969 beseitigt. Deshalb präsentiert sich der Kirchensaal als heller schlichten Raum. Bemerkenswert ist die Ausstattung mit dem Taufstein aus dem Jahr 1554 sowie mit alten Grabplatten. Im Saal steht auf der Empore die kleine Orgel. Nunmehr erfolgte die Sanierung des Daches.